# Resistência (Chaco)
Resistência (em castelhano Resistencia) é uma cidade argentina, capital da província de Chaco. Está localizada ao sudeste da província, no departamento de San Fernando. Sua população era 274.490 em 2001, ou 359.590 com a sua área metropolitana.
É a cidade mais populosa do Chaco, e o seu principal centro administrativo, econômico e cultural. Desde sua fundação em 1878 foi muito importante na região nordeste da Argentina, sendo o seu principal centro de comunicações. É conhecida como "Museu ao ar livre" e "cidade das esculturas", pelas mais de 500 obras exibidas em suas ruas. O Gran Resistencia (Grande Resistência) é o nome da área metropolitana com centro em Resistência, composto por outras três cidades (sendo a mais importante delas é o porto de Barranqueras).
A Municipalidade de Resistência é o ente político que administra a cidade e terras rurais próximas, abarcando também algumas localidades rurais.
Resistência e a vizinha cidade de Corrientes estão separadas pelo rio Paraná, mas unidas pelo Ponte General Manuel Belgrano, formando um conglomerado urbano de mais de 600 mil habitantes.